# تشارلز رودولف والغرين
تشارلز رودولف والغرين (بالإنجليزية: Charles Rudolph Walgreen)‏ (9 أكتوبر 1873 - 11 ديسمبر 1939) هو رجل أعمال أمريكي سابق ومؤسس شركة والغرينز. وُلِد والغرين في مزرعة بالقرب من غاليسبورغ، إلينوي قبل أن ينتقل إلى ديكسون، إلينوي عام 1887. كان ابن لمهاجرين سويديين. وهو عضو في قاعة مشاهير العمل.

## الخلفية
في التسعينيات من القرن الثامن عشر، تبنى جد تشارلز الأكبر، سفين أولوفسون، لقب Wahlgren (‎sv‏ )[بحاجة لمصدر] أثناء خدمته العسكرية، وهي حقيقة عائلية انتقلت عبر الأجيال. عندما جاء والد تشارلز، كارل ماجنوس أولوفسون، إلى أمريكا من السويد، قرر تغيير اسم العائلة إلى والغرين. عندما كان تشارلز لا يزال صغيرًا جدًا، انتقل هو وعائلته إلى ديكسون، إلينوي عام 1887. التحق بمدرسة ديكسون الثانوية وكلية ديكسون للأعمال. كان عضوًا في جمعية تاو كابا إبسيلون الدولية. 
عندما كان شابًا، فقد جزءًا من إصبعه في حادث في مصنع للأحذية. أقنعه الطبيب الذي عالجه بأن يصبح متدربًا لدى أحد الصيدليين المحليين. بدأ اهتمامه بالصيدلة منذ أن كان يعمل لدى DS Horton، وهو صيدلي في ديكسون حيث كان يتدرب كصيدلي. في عام 1893، ذهب والغرين إلى شيكاغو وأصبح صيدليًا مسجلاً.  في بداية الحرب الإسبانية الأمريكية، انضم والغرين إلى فوج الفرسان المتطوعين الأول في إلينوي. أثناء خدمته في كوبا، أصيب بالملاريا والحمى الصفراء، والتي استمرت تؤرقه لبقية حياته. 

## الحياة المهنية
بعد خروجه من المستشفى، عاد والغرين إلى شيكاغو وعمل كصيدلي لدى إسحاق بلود عام 1901، وافتتح متجر ثاني عام 1909، وبحلول 1916 كان يمتلك تسعة متاجر للأدوية، والتي قام بدمجها كشركة والغرين. كانت والغرين واحدة من أولى السلاسل التي تحمل المواد غير الصيدلانية كعنصر أساسي في اختيار التجزئة في المتجر. قدمت شركة والغرين وجبات غداء بأسعار منخفضة، وبنت مصنع الآيس كريم الخاص بها، وقدمت مشروب الحليب المخفوق عام 1922. بحلول عام 1927، أنشأت شركة والغرين عدد من المتاجر بلغت 110 متجر.
كان ابنه تشارلز رودولف والغرين الابن (4 مارس 1906 - 10 فبراير 2007) وحفيده تشارلز ر. والغرين الثالث يحملان نفس الاسم ولعبا دور بارز في الشركة التي أسسها. تزوجت ابنته روث والغرين من جاستن ويتلوك دارت، الذي ترك شركة والغرينز بعد طلاقهما واستمر في السيطرة على متاجر ريكسال للأدوية المنافسة عام 1943. في سنوات بلوغها، أصبحت روث شاعرة منشورة، ثم تزوجت مرة أخرى وبدأت تقضي فصول الشتاء في توسون، أريزونا، حيث لعبت في أوائل الستينيات دورًا فعالاً في إنشاء مركز الشعر في جامعة أريزونا.

## انظر ايضا
- سلسلة متاجر

## روابط خارجية
- الموقع الرسمي لشركة Walgreens

قالب:Walgreens